# مصطفی کارخانه
مصطفی کارخانه (زادهٔ ۲ خرداد ۱۳۳۸ - ورامین) مربی والیبال اهل ایران است. او عضو سابق تیم ملی والیبال ایران بوده است و هم‌اکنون در پست سرپرست در کنار کادر فنی تیم ملی والیبال ایران است. او سرمربی‌گری تیم‌های متعدد باشگاهی و تیم‌های ملی را برعهده داشته و یکی از پرافتخارترین مربی های تاریخ والیبال ایران است
وی از ۱۳ تیر ۱۴۰۳ به عضویت هیئت مدیره باشگاه فوتبال استقلال درآمد.

## فعالیت
مصطفی کارخانه با ۱۲ دوره قهرمانی لیگ برتر، موفق‌ترین سرمربی ایرانی نام گرفته است. او پس از سال‌ها مربی‌گری در بالاترین درجه، در سال ۱۳۹۱ به زادگاه خود ورامین بازگشت تا هدایت تیم تازه تأسیس متین ورامین را برعهده گیرد. کارخانه توانست این تیم را در نخستین سال حضورش به مقام نایب قهرمانی برساند.
سال بعد، زمانی که زمزمه‌های عدم حمایت کارا سازه متین از والیبال ورامین اوج می‌گرفت، مصطفی کارخانه با تیم باریح اسانس کاشان قرارداد هم‌کاری امضا کرد و با جذب بازیکنان مطرحی چون علیرضا نادی، مهدی مهدوی، آرش کمالوند، فرهاد قائمی، آرمین تشکری و امیر غفور تیمی قدرتمند تشکیل داد. گرچه این تیم در دور مقدماتی صدرنشین بود، با مصدومیت بازیکنان تضعیف شد و نتوانست به نیمه‌نهایی برسد.
در سال ۱۳۹۴، بانک سرمایه تصمیم گرفت تا تیمی قدرتمند را روانه لیگ برتر کند؛ به همین منظور کارخانه باتجربه را به خدمت گرفت. مصطفی کارخانه نیز بازیکنان ملی‌پوش و سرشناس را انتخاب کرد تا هدف اسپانسر تیم را دنبال کند و در نهایت با تیم بانک سرمایه به مقام قهرمانی لیگ رسید.

## افتخارات (به عنوان سرمربی)

### تیم ملی
- قهرمانی نوجوانان آسیا ۱۳۸۰
- قهرمانی جوانان آسیا ۱۳۷۷، ۱۳۸۱، ۱۳۸۵، ۱۳۸۷
- قهرمانی نوجوانان جهان ۱۳۸۰ در قاهره
- قهرمانی جوانان جهان ۱۳۸۶ در کازابلانکا (مقام سوم)

### قهرمانی باشگاه‌های ایران
- صنام تهران ۱۳۷۹، ۱۳۸۰، ۱۳۸۲، ۱۳۸۳
- پیکان تهران ۱۳۸۴، ۱۳۸۵، ۱۳۸۶، ۱۳۸۷
- بانک سرمایه ۱۳۹۴، ۱۳۹۵، ۱۳۹۶
- صنام تهران ۱۳۸۱
- متین ورامین ۱۳۹۱

### جام باشگاه‌های آسیا
- صنام تهران ۱۳۸۳
- پیکان تهران ۱۳۸۵، ۱۳۸۶، ۱۳۸۷، ۱۳۸۸
- بانک سرمایه ۱۳۹۵، ۱۳۹۶

### سایر افتخارات
- مربی اخلاق ورزشی کشور در سال ۲۰۰۶
- ۹ سال عنوان بهترین مربی والیبال ایران
- دریافت نشان ملی از ریاست جمهوری ایران، محمود احمدی‌نژاد